# Chiesa di Santa Maria di Montemarte
La chiesa di santa Maria di Montemarte è sita a Casemasce, frazione di Todi, in provincia di Perugia, poco fuori dall'abitato, presso la strada provinciale 380.

## Storia
La chiesa, secondo una memoria popolare del paese nel 1470 ed è stata intitolata a "Santa Maria di Monte Marte della Villa di Case di Mascio".
Tuttavia la prima menzione della chiesa è il 21 ottobre 1580 in una visita pastorale ed in questo periodo era conosciuta come chiesa rurale della "Villa delle Case di Mascio".
Nel 1581 la chiesa constava di due altari ed il secondo, posto a sud, era dedicato a santa Maria del Rosario ed aveva un quadro raffigurante la santissima Maria.
L'attuale chiesa è stata riedificata nel 1929 in stile neoromanico.
Dei restauri sono stati eseguiti nel 1953, dopo che la chiesa era stata colpita da un fulmine, negli anni '70 del secolo scorso e nel 2011.
Degli interventi per l'altare sono stati eseguiti nel 1969.

## Descrizione
È in stile neoromanico.
L'edificio è in muratura con pietre in arenaria con volta a botte.
L'interno è con capriate lignee, mentre le mattonelle sono bicrome con graniglia di cemento.
L'altare è in marmo policromo, mentre l'ambone è costituito da una colonna metallica con sovrastante leggio.